# 2010년 태풍
이 문서에서는 2010년에 발생한 태풍들의 활동에 대해 기록하였다.
2010년 3월 24일에 제1호 태풍 오마이스가 발생한 것을 시작으로 연말까지 총 14개의 태풍이 발생하였다. 평균적으로 1년 동안 태풍 발생 개수가 26.7개인 것과 비교하면 매우 낮은 수치이다.

## 통계

### 월별 태풍 발생 개수
| -                                  | 1월       | 2월       | 3월       | 4월       | 5월       | 6월       | 7월       | 8월        | 9월        | 10월       | 11월       | 12월       |
| ---------------------------------- | --------- | --------- | --------- | --------- | --------- | --------- | --------- | ---------- | ---------- | ---------- | ---------- | ---------- |
| 2010년                             | 0 (0)     | 0 (0)     | 1 (1)     | 0 (0)     | 0 (0)     | 0 (0)     | 2 (3)     | 5 (8)      | 4 (12)     | 2 (14)     | 0 (14)     | 0 (14)     |
| 30년 평균 1971년~2000년            | 0.5 (0.5) | 0.1 (0.6) | 0.4 (1.0) | 0.8 (1.8) | 1.0 (2.8) | 1.7 (4.5) | 4.0 (8.5) | 5.5 (14.0) | 5.0 (19.0) | 3.9 (22.9) | 2.5 (25.4) | 1.3 (26.7) |
| - 괄호 안의 숫자는 누적 태풍 수임. |           |           |           |           |           |           |           |            |            |            |            |            |

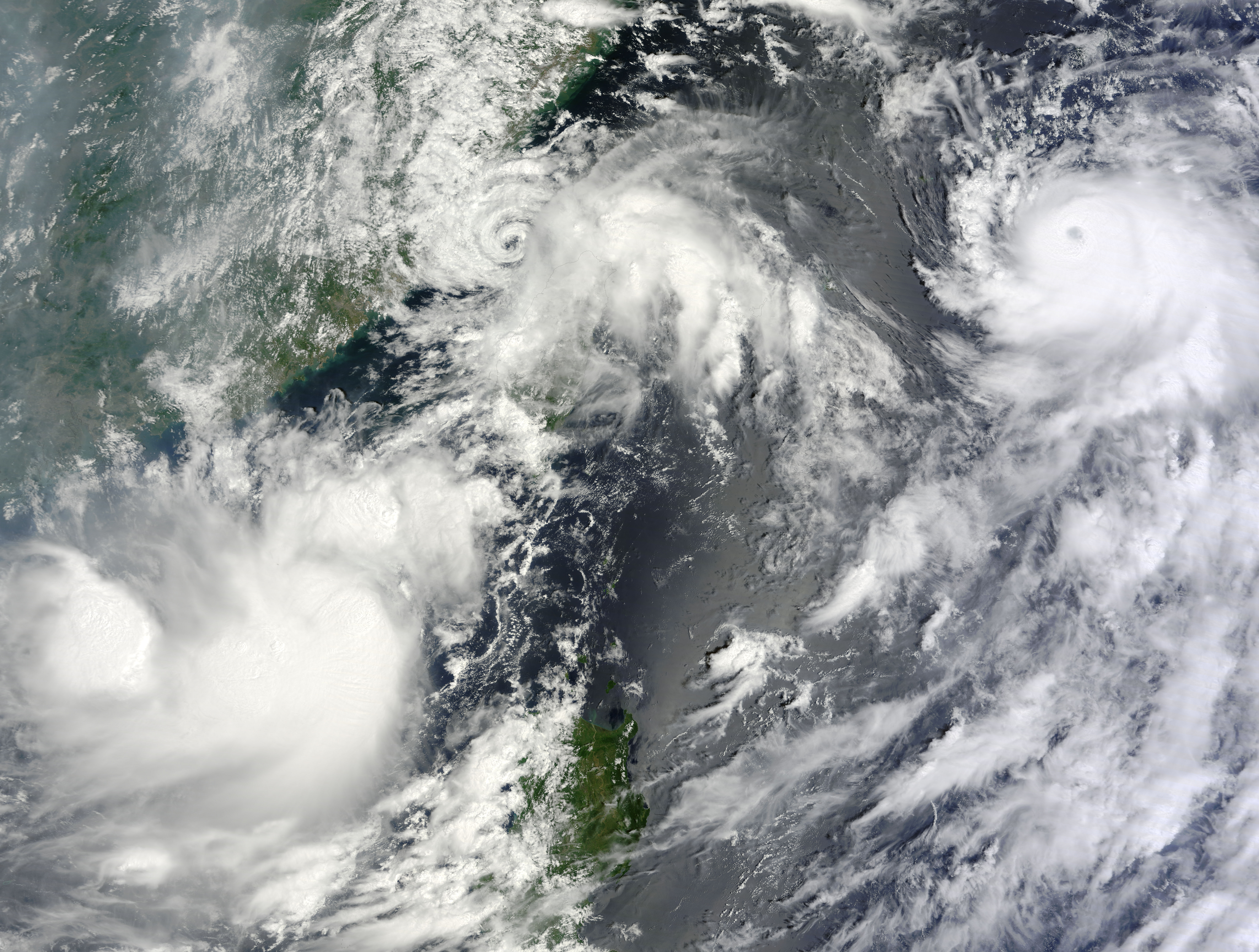
제6호 태풍 라이언록(왼쪽 밑),
제8호 태풍 남테운(가운데 위),
제7호 태풍 곤파스(오른쪽 위).
2010년 8월 31일 촬영.

- 30년 평균으로 1년 동안 태풍 발생 개수가 26.7개인데 비해, 2010년에는 1년 동안 14개가 발생하여 매우 낮은 수치를 기록하였다. 2009년 기록인 22개 보다 적은 수의 태풍이 발생하였다.
- 30년 평균 기록에서는 5.5개로 8월에 태풍 발생이 가장 잦다. 2010년에도 8월에 5개가 발생하여 태풍 발생이 가장 많은 달이 되었다.

### 특징
2010년에 발생한 태풍의 수는 14개로서, 태풍 통계 분석이 시작된 1951년 이후로 가장 적은 수의 태풍이 발생한 해로 기록되었다. 이렇게 태풍이 적게 발생한 원인에 대해, 대한민국 기상청은 북태평양 고기압이 지속적인 정체로 태풍의 이전 단계인 열대저압부의 발생이 미약했고, 라니냐 현상이 가세했기 때문이라고 분석했다.
| 태풍 발생이 많았던 해 | 태풍 발생이 많았던 해 | 태풍 발생이 많았던 해 | 태풍 발생이 적었던 해 | 태풍 발생이 적었던 해 | 태풍 발생이 적었던 해 |
| 순위                  | 발생수                | 연도                  | 순위                  | 발생수                | 연도                  |
| --------------------- | --------------------- | --------------------- | --------------------- | --------------------- | --------------------- |
| 1위                   | 39개                  | 1967년                | 1위                   | 14개                  | 2010년                |
| 2위                   | 36개                  | 1994년 1971년         | 2위                   | 16개                  | 1998년                |
| 3위                   | 35개                  | 1966년                | 3위                   | 17개                  | 2023년                |

8월 30일 오후 9시 제8호 태풍 남테운이 발생, 8월 30일 오후 9시부터 9월 1일 오전 3시까지 제6호 태풍 라이언록, 제7호 태풍 곤파스, 제8호 태풍 남테운 등 3개의 태풍이 동시에 활동하기도 했다. 제8호 태풍 남테운의 경우 제6호 태풍 라이언록의 영향으로 발달하지 못하고 남서진하는 이상 경로를 보였는데, 후지와라 효과 때문인 것으로 판단되었다.
10월에는 제13호 태풍 메기가 발생, 10월 18일에 중심 기압 885hPa, 최대 풍속 125kt(약 65m/s), 크기(직경) 1040km의 태풍으로 발달하였다. 특히 중심 기압의 경우, 2000년대 들어 처음으로 900hPa 미만, 즉 800hPa대로 진입한 사례이다.

## 활동한 태풍

### 제1호 태풍 오마이스
제1호 태풍 오마이스(OMAIS)는 3월 24일 오후 9시에 필리핀 마닐라 동쪽 약 1,350km 부근 해상에서 중심기압 998hPa, 최대 풍속 18m/s, 강풍 반경 약 130km, 크기 소형의 열대폭풍으로 발생하였다. 그러나 더 발달하지 못하고 서서히 약화되었고 결국 3월 26일 오후 3시에 필리핀 마닐라 동북동쪽 약 1,230km 부근 해상에서 열대저압부로 소멸하였다. '오마이스'는 미국에서 제출한 이름으로 '주위를 어슬렁거림'을 의미한다.

### 제2호 태풍 꼰선
제2호 태풍 꼰선(CONSON)은 7월 12일 오전 9시에 필리핀 마닐라 동쪽 약 1,030km 부근 해상에서 중심기압 1004hPa, 최대 풍속 18m/s, 강풍 반경 약 300km, 크기 중형의 열대폭풍으로 발생하였다. 같은 날 오후 9시에 중심기압 985hPa, 최대 풍속 27m/s, 강풍 반경 약 300km, 크기 중형의 강한 열대폭풍으로 발달하였다. 7월 13일 오전 9시에는 중심기압 975hPa, 최대 풍속 34m/s, 강풍 반경 약 250km, 크기 소형의 태풍으로 더욱 발달하였다. 이후 필리핀을 관통하면서 소형의 열대폭풍 수준으로 급격히 약화되었다. 그러나 남중국해로 빠져나온 태풍 꼰선은 7월 15일부터 다시 발달하기 시작하여, 7월 16일 오후 9시에 일본 기상청 해석 기준 중심기압 970hPa, 최대 풍속 약 35m/s(70kt)의 태풍으로 재발달하였다. 계속 북서진하면서 하이난섬 남쪽 해상을 지나, 베트남 하노이 부근에 상륙하였고, 7월 18일 오전 9시에 베트남 하노이 북쪽 약 70km 부근 육상에서 열대저압부로 약화되어 소멸하였다.
한편, 태풍 꼰선이 관통한 필리핀에서 피해가 극심하였는데, 특히 수도인 마닐라 시내 곳곳에서 홍수가 발생하였다. 인명 피해로는 65명이 사망하고, 87명이 실종된 것으로 집계되었다. 중국 하이난섬에서도 섬 남부를 태풍이 스쳐 지나가면서 주민 4만 명이 대피하였고, 강풍과 폭우로 부분적인 정전이 발생했다. 태풍이 상륙한 베트남에서도 7명이 실종되었고, 주민 15만 명이 대피하였다.
'꼰선'은 베트남에서 제출한 이름으로 성(城)의 이름이다.

### 제3호 태풍 찬투
제3호 태풍 찬투(CHANTHU)는 7월 19일 오후 9시에 필리핀 마닐라 서북서쪽 약 490km 부근 해상에서 중심기압 1000hPa, 최대 풍속 18m/s, 강풍 반경 약 150km, 크기 소형의 열대폭풍으로 발생하였다. 7월 21일 오전 3시에 중심기압 985hPa, 최대 풍속 27m/s, 강풍 반경 약 280km, 크기 소형의 강한 열대폭풍으로 발달하였다. 그리고 같은 날 오후 9시에 중심기압 975hPa, 최대 풍속 34m/s, 강풍 반경 약 250km, 크기 소형의 태풍으로 더욱 발달하였다. 그러나 7월 22일 오후에 레이저우반도 북쪽에 상륙하면서 약화되기 시작하였고, 7월 23일 오후 3시에 베트남 하노이 북북동쪽 약 350km 부근 육상에서 열대저압부로 약화되어 소멸하였다.
한편, 태풍 찬투가 상륙한 중국 남부에서 피해가 발생하였다. 광둥성에서는 2명이 사망하는 인명피해가 발생하였다.'찬투'는 캄보디아에서 제출한 이름으로 꽃의 한 종류이다.

### 제4호 태풍 뎬무
제4호 태풍 뎬무(DIANMU)는 8월 8일 오후 9시에 대만 타이베이 동남동쪽 약 400km 부근 해상에서 중심기압 994hPa, 최대 풍속 21m/s, 강풍 반경 약 100km, 크기 소형의 열대폭풍으로 발생하였다. 8월 9일 오후 3시에 중심기압 985hPa, 최대 풍속 27m/s, 강풍 반경 약 250km, 크기 소형의 강한 열대폭풍으로 발달하였다. 8월 10일 오전 6시에는 중심기압 980hPa, 최대 풍속 27m/s, 강풍 반경 약 300km, 크기 중형의 강한 열대폭풍으로 중심기압이 낮아지고, 강풍 반경이 늘어났다. 그리고 오전 9시에는 최대 풍속도 31m/s로 강화되었다.
그러나 8월 11일 오전 12시부터 점차 약화되기 시작하였고, 오전 5시에는 중심기압 985hPa, 최대 풍속 27m/s로 고흥반도 남단에 상륙하였다. 이로써 2007년 태풍 나리 이후 약 3년 만에 한반도에 태풍이 상륙한 것이다. 상륙 이후 남해안을 따라 동북동진하였고, 중심기압이 991hPa로 약화된 채 오후 1시 50분경 울산광역시 방어진 동쪽 해상으로 진출하였다. 동해상으로 진출하여 동북동진하면서 더 이상 발달하지 못하고 계속 약화되었다.
끝내, 대한민국 기상청은 8월 12일 오후 3시에 일본 홋카이도 삿포로 남남서쪽 약 480km 부근 해상에서 온대저기압으로 변질되었다고 발표하였다. 반면에 일본 기상청은 태풍 뎬무가 8월 12일 일본 북부를 관통하여 8월 13일 오전 3시에 일본 동쪽 해상에서 온대저기압으로 변질되었다고 발표하였다.
한편, 태풍 뎬무의 직접적인 영향을 받은 대한민국에서 피해가 발생하였다. 5명이 사망하였고, 이재민은 331명으로 집계되었다. 태풍 뎬무의 최고 강우량은 제주 진달래밭에서 643mm, 순간최대풍속은 부산에서 초속 40.7m를 기록했다.
'뎬무'(電母/电母)는 중국에서 제출한 이름으로 천둥과 번개를 관장하는 여신을 의미한다.

### 제5호 태풍 민들레
제5호 태풍 민들레(MINDULLE)는 8월 23일 오전 9시에 중국 광둥성 잔장 남쪽 약 610km 부근 해상에서 중심기압 995hPa, 최대 풍속 20m/s, 강풍 반경 약 200km, 크기 소형의 열대폭풍으로 발생하였다. 그러나 크게 발달하지 못하고 열대폭풍 상태로 북서진하였고, 8월 24일 밤에 베트남에 상륙하였다. 마침내, 8월 25일 오전 9시에 베트남 하노이 남서쪽 약 280km 부근 육상에서 열대저압부로 약화되어 소멸하였다. 한편, 태풍 민들레가 상륙한 베트남에서 최소 10명이 사망하고 4,000만 달러가 넘는 재산 피해가 발생했다. '민들레'는 조선민주주의인민공화국에서 제출한 이름이다.

### 제6호 태풍 라이언록
제6호 태풍 라이언록(LIONROCK)은 8월 29일 오전 3시에 홍콩 남동쪽 약 410km 부근 해상에서 중심기압 1000hPa, 최대 풍속 17m/s, 강풍 반경 약 100km, 크기 소형의 열대폭풍으로 발생하였다. 8월 30일에는 거의 정체하면서 점점 세력을 강화하였고, 오후 3시에 중심기압 985hPa, 최대 풍속 27m/s, 강풍 반경 약 250km, 크기 소형의 강한 열대폭풍으로 발달하였다. 이후 중국 대륙을 향해 시계 반대방향으로 이동하는 동안 점차 약화되었고, 9월 2일 오후 3시에 홍콩 북동쪽 약 290km 부근 육상에서 열대저압부로 약화되었다.
한편, 태풍 라이언록이 대만 남서부 해상을 지나면서 건물이 붕괴되고 주택이 침수되었다.
'라이언록'(Lion Rock, 獅子山)은 홍콩에서 제출한 이름으로 홍콩에 있는 봉우리의 이름이다.

### 제7호 태풍 곤파스
제7호 태풍 곤파스(KOMPASU)는 8월 29일 오후 9시에 일본 오키나와 남동쪽 약 880km 부근 해상에서 중심기압 1000hPa, 최대 풍속 18m/s, 강풍 반경 약 220km, 크기 소형의 열대폭풍으로 발생하였다. 그리고 8월 30일 오후 3시에 중심기압 985hPa, 최대 풍속 27m/s, 강풍 반경 약 300km, 크기 중형의 강한 열대폭풍으로 급격히 발달하였다. 8월 31일 오전 3시에 중심기압 970hPa, 최대 풍속 36m/s, 강풍 반경 약 450km, 크기 중형의 태풍으로 더욱 발달하였다. 일본 기상청 해석으로, 같은 날 오전 9시에 중심기압 960hPa, 최대 풍속 80kt(약 40m/s)의 세력으로 발달하여, 오후 3시까지 태풍의 일생 중 가장 강한 상태를 유지하였다. 이후 한반도를 향해 북상하면서 해수면 온도가 섭씨 27도 미만의 황해 상으로 진출하면서 조금씩 약화되기 시작하였다. 중심기압 985hPa, 최대 풍속 27m/s, 강풍 반경 약 180km, 소형의 강한 열대폭풍의 세력(오전 6시 기준)으로 9월 2일 오전 6시 35분에 강화도 남동단에 상륙하였고, 시속 40~50km의 빠른 속도로 경기 북부와 강원 북부를 가로질렀다. 육상을 지나면서 중심기압 990hPa, 최대 풍속 24m/s, 소형의 열대폭풍으로 빠르게 약화된 태풍 곤파스는 오전 10시 50분 강원도 고성군 앞바다로 진출하였다. 동해 상으로 진출한 태풍 곤파스는 동북동진을 계속하다가 끝내, 9월 3일 오전 3시에 청진 동쪽 약 400km 부근 해상에서 온대저기압으로 변질되었다. 반면에 일본 기상청은 열대저기압으로 약화되었다고 발표해 대한민국 기상청의 해석과 차이를 보였다.
태풍 곤파스가 지나간 일본 오키나와섬과 상륙하여 직접적인 영향을 받은 대한민국과 조선민주주의인민공화국에서 상당한 피해가 발생하였다.
'곤파스'(コンパス)는 일본에서 제출한 이름으로 컴퍼스를 의미한다.

### 제8호 태풍 남테운
제8호 태풍 남테운(NAMTHEUN)은 8월 30일 오후 9시에 대만 타이베이 북북동쪽 약 140km 부근 해상에서 중심기압 996Pa, 최대 풍속 19m/s, 강풍 반경 약 100km, 크기 소형의 열대폭풍으로 발생하였다. 하지만 크게 발달하지 못하고 9월 1일 오전 3시에 타이완 타이베이 서쪽 약 230km 부근 해상에서 열대저압부로 약화되어 소멸하였다.
'남테운'은 라오스에서 제출한 이름으로 메콩강의 지천(支川)의 이름이다.

### 제9호 태풍 말로
제9호 태풍 말로(MALOU)는 9월 3일 오후 3시에 일본 오키나와 남동쪽 약 470km 부근 해상에서 중심 기압 1000hPa, 최대 풍속 18m/s, 강풍 반경 약 200km, 크기 소형의 열대폭풍으로 발생하였다. 발생 초기 서북서진을 하다가 오키나와섬을 지나면서 한반도를 향해 북진하기 시작하였다. 그리고 9월 6일 오후부터 진행 방향을 점차 북동진으로 바꾸기 시작하였으며, 일본 기상청 기준 오후 3시에는 중심 기압 985hPa, 최대 풍속 약 25m/s(50kt)의 강한 열대폭풍으로 발달하였다. 이후 9월 7일 오후에 대한해협을 통과하며 점차 약화되기 시작하였다. 일본 기상청은 태풍 말로가 9월 8일 일본에 상륙하여 동남동진하였고, 마침내 9월 8일 오후 3시에 일본 시즈오카현 부근에서 열대저기압으로 약화되었다고 발표하였다. 반면에 대한민국 기상청은 태풍 말로가 일본에 상륙하지 않고 독도 동남동쪽 약 310km 부근 해상에서 열대저압부로 약화되었다고 발표하였다.
발생 초기, 태풍 말로가 대한민국에 상륙한다는 예보가 나와 태풍 곤파스에 이어 또다시 큰 피해가 우려되었으나, 상륙하지 않고 그대로 대한해협을 통과하면서 예상되었던 큰 피해는 발생하지 않았다. 그러나 태풍이 상륙한 일본에서는 폭우로 인하여 도쿄 도심과 가나가와현의 일부 주택이 침수되고, 신칸센과 일부 전철의 운행이 일시 중단되었다.
'말로'는 마카오에서 제출한 이름으로 구슬을 뜻한다.

### 제10호 태풍 므란티
제10호 태풍 므란티(MERANTI)는 9월 9일 오전 9시에 대만 타이베이 남남서쪽 약 510km 부근 해상에서 중심기압 1000hPa, 최대 풍속 18m/s, 강풍 반경 약 200km, 크기 소형의 열대폭풍으로 발생하였다. 발생 이후, 중국 남부를 향해 북진하여 9월 10일 오전 5시에 중국 푸저우 남서쪽 약 140km 부근 해안에 상륙하였고, 상륙 직후부터 약화되기 시작하였다. 같은 날 오후 9시에 중국 푸저우 북쪽 약 190km 부근 육상에서 열대저압부로 약화되었다.
'므란티'는 말레이시아에서 제출한 이름으로 나무의 한 종류이다.

### 제11호 태풍 파나피(제명)
제11호 태풍 파나피(FANAPI)는 9월 15일 오후 9시에 일본 오키나와 남쪽 약 620km 부근 해상에서 중심 기압 1000hPa, 최대 풍속 17m/s, 강풍 반경 약 150km, 크기 소형의 열대폭풍으로 발생하였다. 다음 날인 9월 16일 오전 9시에 중심 기압 985hPa, 최대 풍속 27m/s, 강풍 반경 약 250km, 크기 소형의 강한 열대폭풍으로 발달하였고, 오후 9시에는 중심 기압 970hPa, 최대 풍속 36m/s, 강풍 반경 약 300km, 크기 중형의 태풍으로 더욱 발달하였다. 강도 '강'의 태풍으로 발달하자 진로를 틀어 대만을 향해 서진하기 시작하였다. 9월 18일 오전 9시에는 중심 기압 945hPa, 최대 풍속 45m/s, 강풍 반경 약 350km, 크기 중형의 매우 강한 태풍으로 발달하였다. 9월 19일 오전 3시에는 중심 기압 935hPa, 최대 풍속 48m/s의 태풍으로 발달, 이 시기에 태풍의 일생 중 가장 강한 상태를 유지하였다. 이후 같은 날 오전 9시경 타이완 중부 내륙 지방에 상륙하였고, 매우 강하게 발달했던 태풍도 약화되기 시작하였다.
대만을 하루 만에 통과한 태풍은 대만 해협을 건너, 9월 20일 오전에 중국 산터우 부근에 상륙하였다. 육상에 상륙한 후에도 내륙 쪽으로 서진하였고, 다음 날인 9월 21일 오전 3시가 돼서야 홍콩 북서쪽 약 240km 부근 육상에서 열대저압부로 약화되었다.
'파나피'는 미크로네시아 연방에서 제출한 이름으로 섬의 이름이다.

### 제12호 태풍 말라카스
제12호 태풍 말라카스(MALAKAS)는 9월 21일 오후 3시에 미국령 괌 북쪽 약 500km 부근 해상에서 중심 기압 1002hPa, 최대 풍속 18m/s, 강풍 반경 약 200km, 크기 소형의 열대폭풍으로 발생하였다. 발생 이후 다소 느리게 발달하였으나, 9월 23일 오전 3시에 985hPa, 최대 풍속 27m/s, 강풍 반경 약 250km, 크기 소형의 강한 열대폭풍으로 발달하였고, 같은 날 오후 3시에 중심 기압 975hPa, 최대 풍속 34m/s, 강풍 반경 약 300km, 크기 중형의 태풍이 되었다. 고위도로 북상하면서 온대저기압화가 진행되어 강풍 반경이 늘어나고, 바람의 세기가 강화되었다. 온대 저기압으로의 변질 직전인 9월 25일 오전 3시 무렵부터 중심 기압 955hPa, 최대 풍속 41m/s, 강풍 반경 약 430km를 기록, 태풍으로서의 최성기를 맞이하였다. 이후 최성기의 세력으로 일본 동쪽 해상을 빠르게 통과하여 북동진하였고 9월 26일 오전 3시에 중심기압 966hPa의 온대저기압으로 변질되었다. 반면, 대한민국 기상청은 9월 25일 오후 9시에 일본 삿포로 동남동쪽 약 700km 부근 해상에서 중심 기압 985hPa의 온대 저기압으로 변질되었다고 발표하여 일본 기상청의 해석과 차이를 보였다.
'말라카스'는 필리핀에서 제출한 이름으로 강력함을 의미한다.

### 제13호 태풍 메기
제13호 태풍 메기(MEGI)는 10월 13일 오후 9시에 미국령 괌 서남서쪽 약 470km 부근 해상에서 중심 기압 1001hPa, 최대 풍속 18m/s, 강풍 반경 200km, 크기 소형의 열대폭풍으로 발생하였다. 태풍 명명 후 이틀이 지난 10월 15일 오전 3시, 중심 기압 985hPa, 최대 풍속 25m/s, 강풍 반경 280km, 소형의 강한 열대폭풍으로 발달하였다. 이어 같은 날 오전 9시에는 중심 기압 975hPa, 최대 풍속 34m/s, 강풍 반경 320km, 크기 중형의 태풍으로 더욱 발달하였다.
10월 17일 오전 3시 중심기압 940hPa, 최대 풍속 46m/s, 강풍 반경 500km, 크기 대형의 매우 강한 태풍으로 발달하였다. 같은 날 오전 9시 일본 기상청 기준 중심기압 915hPa, 최대 풍속 55m/s의 맹렬한 태풍이 되었다. 그리고 오후 9시에 중심 기압 895hPa, 최대 풍속 60m/s로 더욱 발달하였고, 10월 18일 오전 9시에는885hPa, 최대 풍속 65m/s, 강풍 반경 650km로 태풍으로서 가장 강했던 시기이며(일본 기상청 기준), 2000년대 들어 가장 강한 태풍이다. 같은 날 오후에 필리핀 북쪽에 상륙하였으며 중심 기압 910hPa, 오후 3시엔 최대 풍속 56m/s, 강풍 반경 550km로 다소 약화되었다.
필리핀을 통과하면서 885hPa의 태풍 메기는 950hPa까지 약화되어 자정을 전후해 필리핀 서쪽 해상으로 진출하였다. 10월 19일 오전 3시경 950hPa이던 세력은 오전부터 태풍이 정체하면서 점차 강화되기 시작하여 같은날 9시에는 중심기압 945hpa, 최대풍속 45m/s, 강풍반경 450km의 매우 강한 태풍으로 재발달하였고 21일 4시경에는 중심기압 935hpa, 최대풍속 48m/s, 강풍반경 480km로 발달하였다. 이후 세력을 유지하면서 방향을 꺾어 북진하기 시작했다.
점차 육상에 가까워지면서, 10월 23일 오전 9시 기준 중심 기압 975hPa, 최대 풍속 34m/s, 강풍 반경 300km의 태풍으로 약화되었다. 같은 날 오후 3시를 전후해 중국 남동부에 상륙하였으며, 이후 빠르게 약화되어 10월 24일 오전 3시에 중국 산터우 북동쪽 약 220km 부근 육상에서 열대저압부로 약화되었다.
한편, 태풍 메기가 상륙한 필리핀과 중국 본토에서 큰 피해가 발생하였다. 또한 베트남과 대만에서도 태풍의 간접 영향으로 피해가 발생하였다.
'메기'는 대한민국에서 제출한 이름이다.

### 제14호 태풍 차바
제14호 태풍 차바(CHABA)는 10월 24일 오후 9시에 필리핀 마닐라 동쪽 1,160km 해상 부근에서 중심 기압 996hPa, 최대 풍속 19m/s, 강도 ‘약’, 크기 소형의 태풍(열대폭풍)으로 발생하였다.
발생 이후 북서진하면서 10월 25일 오후 3시에 중심 기압 985hPa, 최대 풍속 27m/s, 강도 ‘중’의 태풍(강한 열대폭풍)으로 발달하였다. 그 후 10월 26일에는 중심 기압 970hPa, 최대 풍속 36m/s, 강도 ‘강’의 태풍으로 강해졌다. 같은 날 오후에는 중심 기압이 960hPa대로 떨어졌다. 10월 27일 오전에는 중심 기압이 950hPa 대까지 떨어졌다. 이후 북동진하여 10월 28일 오후 3시에는 중심 기압 940hPa, 최대 풍속 46m/s, 강풍 반경 550km로 대형의 매우 강한 태풍으로 발달하였고, 같은 날 오후 5시 40분 기준, 중심기압 935hPa로 더 발달하여, 태풍으로서의 최성기를 맞이하였다.(일본 기상청 기준) 10월 29일 오전 3시 부근에는 일본 오키나와 동쪽 부근에까지 상륙하였다.
이후 북동진하기 시작하면서 태풍이 점차 약화되기 시작하였으며 같은 날 오후 3시 중심 기압 965hPa, 최대 풍속 38m/s, 강풍 반경 400km로 중형의 강한 태풍으로 약화되었고 이후 빠르게 약화되기 시작하여 10월 30일 오전 9시에는 중심 기압 980hPa, 최대 풍속 31m/s, 강풍 반경 300km로 강도 '중'의 태풍이 되었고, 일본 남쪽 해상에 도달했다.
같은 날 오후 9시에는 중심 기압 994hPa, 최대 풍속 21m/s, 강풍 반경 300km로 중형의 열대폭풍으로 약화되었으며 10월 31일 오전 3시에 일본 도쿄 동쪽 약 370km 부근 해상에서 온대저기압으로 변질되었다.
'차바'는 태국에서 제출한 이름으로 꽃의 한 종류이다.

## 같이 보기
- 2010년 동태평양 허리케인
- 2010년 북대서양 허리케인
- 2010년 북인도양 사이클론